# Época Tinita
A Época Tinita, também chamada de Período Dinástico Precoce e Período Arcaico, é a era imediatamente posterior à unificação do Alto e do Baixo Egito c. 3 100 a.C. Geralmente, considera-se a inclusão da I e II dinastias, que duraram desde o final do período arqueológico de Nacada III até cerca de 2 686 a.C., quando se inicia o Reino Antigo. Com a Primeira Dinastia, a capital mudou de Tinis para Mênfis com um Egito unificado governado por um deus-rei Egípcio. Abidos continuou sendo a maior terra sagrada do sul. As marcas da antiga civilização Egípcia, como a arte, a arquitetura e muitos aspectos da religião, tomaram forma durante o período da dinastia inicial.
Antes da unificação do Egito, a terra foi assentada com aldeias autónomas. Com as primeiras dinastias, e durante grande parte da história do Egito, o país passou a ser conhecido como as Duas Terras. Os faraós estabeleceram uma administração nacional e nomearam governadores reais. Os edifícios do governo central eram tipicamente templos ao ar livre construídos de madeira ou arenito. Os primeiros hieróglifos egípcios aparecem pouco antes desse período, embora pouco se saiba da língua falada que eles representam.

## Evolução cultural
Por volta de 3 600 a.C., as sociedades Egípcias Neolíticas ao longo do Nilo basearam a sua cultura na criação de colheitas e na domesticação de animais. Pouco depois de 3 600 a.C. a sociedade Egípcia começou a crescer e avançar rapidamente em direção à civilização refinada. Uma nova e distinta cerâmica, relacionada com a cerâmica do sul do Levante, surgiu durante esse tempo. O uso extensivo de cobre tornou-se comum durante esse período. O processo Mesopotâmico de tijolos secos ao sol e princípios de construção arquitectónica - incluindo o uso do arco e das paredes rebaixadas para efeito decorativo - tornaram-se populares durante esse período.
Concorrente com esses avanços culturais, ocorreu um processo de unificação das sociedades e cidades do alto Rio Nilo, ou Alto Egito. Ao mesmo tempo, as sociedades do Delta do Nilo, ou o Baixo Egito, também passaram por um processo de unificação. Guerra entre o Alto e o Baixo Egito ocorreu com frequência. Durante o seu reinado no Alto Egito, o Rei Narmer derrotou os seus inimigos no Delta e fundiu o Reino do Alto e do Baixo Egito sob um único governo. Narmer é mostrado em paletas usando a coroa dupla, composta da flor de lótus representando o Alto Egito e a cyperus papyrus representando o Baixo Egito - um sinal do governo unificado de ambas as partes do Egito, que foi seguido por todos os governantes sucessores. Na mitologia, a unificação do Egito é retratada como o deus-falcão, chamado Hórus e identificado com o Baixo Egito, como conquistador e subjugador do deus Set, que foi identificado com o Alto Egito.  O reinado divino, que persistiria no Egito pelos próximos três milénios, foi firmemente estabelecido como a base do governo do Egito. A unificação das sociedades ao longo do Nilo também foi ligada à secagem do Saara.
Práticas fúnebres para os camponeses teriam sido as mesmas que em tempos pré-dinásticos, mas os ricos exigiam algo mais. Assim, os Egípcios começaram a construção das mastabas que se tornaram modelos para as construções posteriores do Antigo Reino, como a Pirâmide de degraus. A Agricultura de cereais e a centralização contribuíram para o sucesso do estado nos próximos 800 anos.
Parece certo que o Egito se tornou unificado como um domínio cultural e económico muito antes de seu primeiro rei subir ao trono na cidade  Baixo egípcia de Mênfis, onde o período dinástico realmente se originou. Isso duraria muitos séculos. A Unificação política procedeu gradualmente, talvez ao longo de um período de um século ou mais como distritos locais estabelecidas redes comerciais e da capacidade de seus governos para organizar o trabalho agrícola em maior escala aumentou, realeza divina também pode ter ganho impulso espiritual como os cultos de deuses como Hórus, Seti e Neite associados a representantes vivos se espalharam pelo país.
Foi também durante este período que o sistema de escrita Egípcio foi desenvolvido. Inicialmente a escrita egípcia tinha sido composta principalmente de alguns símbolos denotando quantidades de várias substâncias. Pelo final da 3ª dinastia, ela foi expandida para incluir mais de 200 símbolos, tanto fonogramas quanto ideogramas.

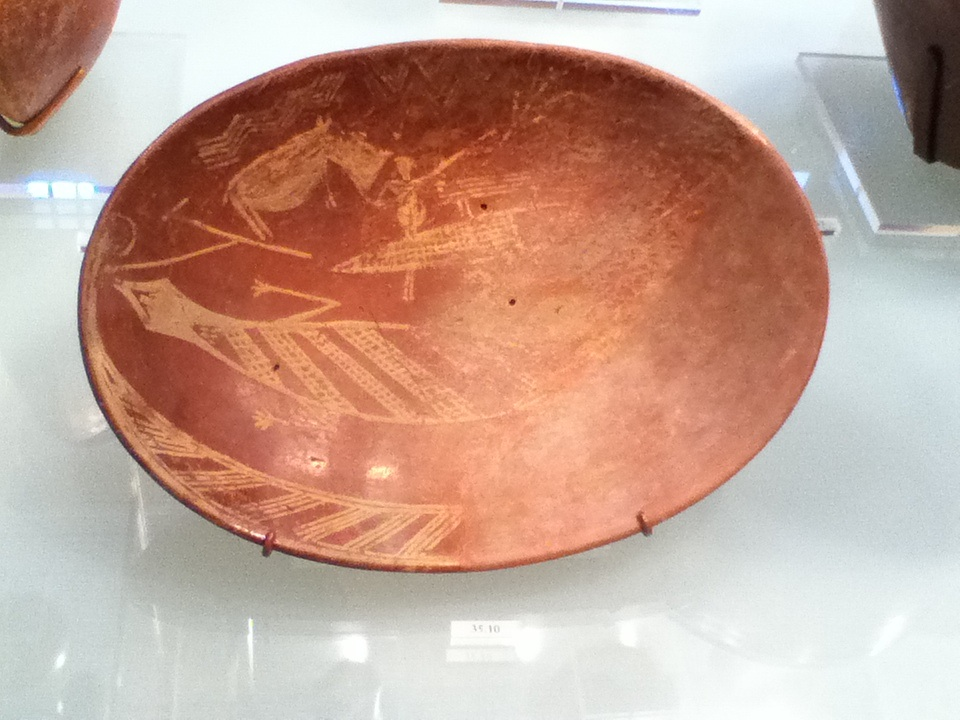
Um prato criado durante a Época Tinita do Antigo Egito. Representa um homem em um barco ao lado de um Hipopótamo e de um Crocodilo
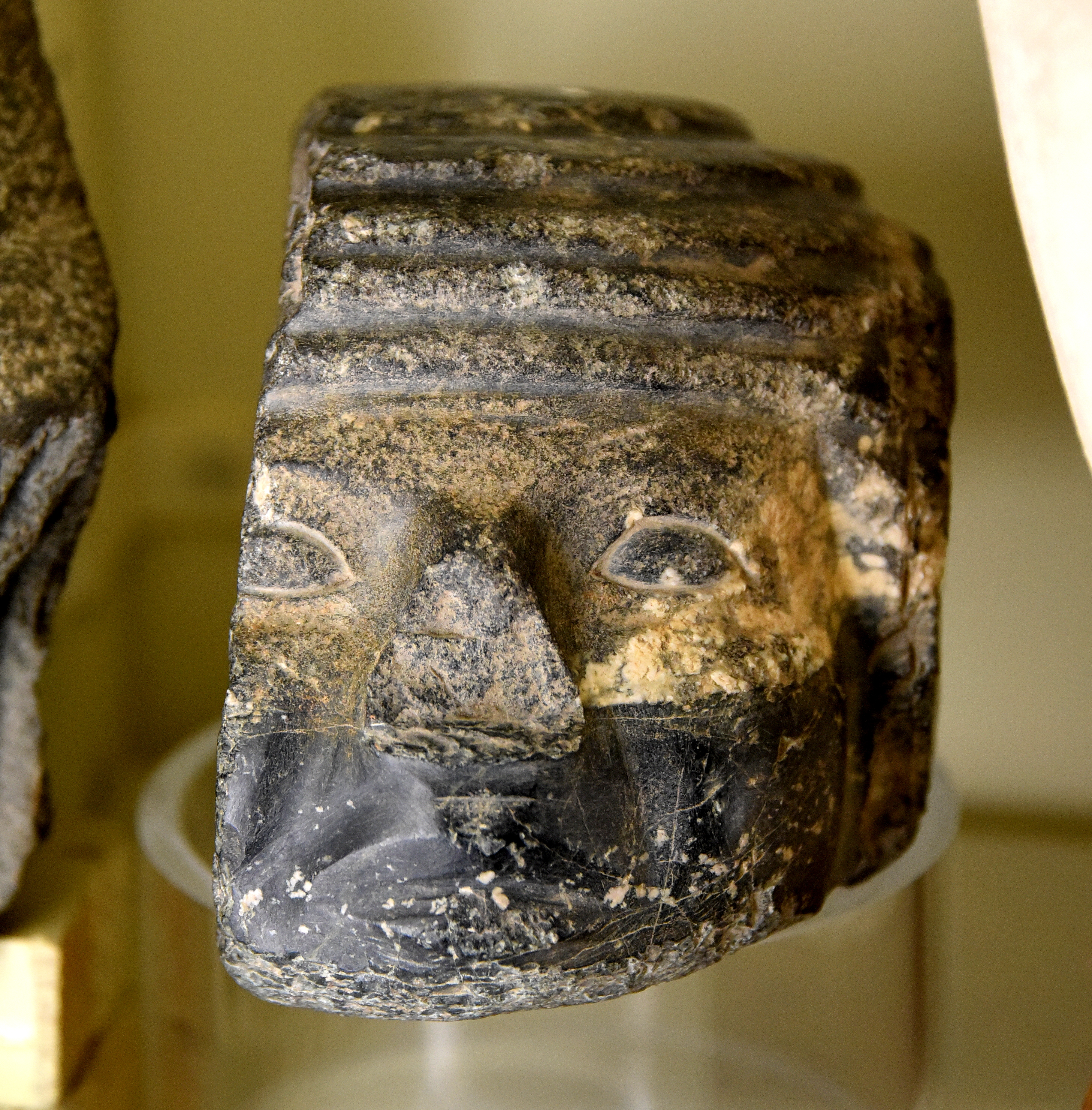
Cabeça de basalto danificada de um estrangeiro, de um soquete de porta. Época Tinita, 1ª a 2ª Dinastia. De Tebas, Egito.

## Primeiro faraó
De acordo com Manetão, o primeiro monarca do Alto e Baixo Egito unificado foi Menés, que agora é identificado com Narmer. De fato, Narmer é o mais antigo monarca da Primeira Dinastia: ele aparece em primeiro lugar nas impressões do selo da necrópole de Usafedo e Bienequés. Isso mostra que Narmer foi reconhecido pelos reis da primeira dinastia como uma importante figura fundadora. Narmer é também o mais antigo rei associado aos símbolos de poder sobre as duas terras (ver em particular a Paleta de Narmer, uma paleta cosmética mostrando Narmer usando as coroas do Alto e Baixo Egito) e pode, portanto, ser o primeiro rei a alcançar a unificação. Consequentemente, o consenso atual é que "Menés" e "Narmer" referem-se à mesma pessoa. Teorias alternativas sustentam que Narmer foi o rei final do período Nacada III e Atótis deve ser identificado com "Menés".